# Uran-239
Uran-239 (239U) er ikke en naturligt forekommende uran-isotop, men frembringes kunstigt ved at bombardere 238U med langsomme neutroner. 239U har en halveringstid på omkring 23,45 minutter, hvorefter den vil være betahenfaldet til neptunium-239 (239Np). 239Np har en halveringstid på 2,4 dage, hvorefter den vil være betahenfaldet til plutonium-239 (239Pu).
|  | Infoboks uden skabelon Denne artikel har en infoboks dannet af en tabel eller tilsvarende. |